# 檜山豊
檜山 豊（ひやま ゆたか、1976年10月16日 - ）は日本の俳優、作家、脚本家、元お笑い芸人。
茨城県日立市出身。血液型O型。身長170cm。日本映画学校（現・日本映画大学）10期生。

## 来歴・人物
茨城県立日立工業高等学校卒業。元サッカー日本代表の鈴木隆行は高校の同級生。
日本映画学校俳優科在学中に同期の与座嘉秋を誘い、1996年にお笑いコンビホーム・チームを結成。コンビ時代はマセキ芸能社に所属。
2007年10月22日のトークライブにて結婚を報告。2008年3月8日に長男が誕生。2012年4月、離婚を発表。
2010年12月29日にコンビを解散、同時に芸能界を引退。引退後は当時の妻の地元である三重県に住み、名古屋の芸能事務所でマネージャー業に従事。その後はロボットアームのスピードを抑える歯車製造工場に1年ほど勤務し、離婚後は東京へ戻り保険会社に勤務していた。
2012年、映画『死ガ二人ヲワカツマデ… 第二章 「南瓜花 -nananka-」』の脚本を手がける。
2014年、演劇集団「チーム・ギンクラ」を結成。
以前Wikipediaには「元々は俳優志望」と書かれていたが、実際は小学生の頃から芸人志望だった。「夢で逢えたら」を見たことがきっかけでダウンタウンとウッチャンナンチャンを好きになり、この2組の番組は全て録画していた。その後「ダウンタウンのガキの使いやあらへんで!」「ダウンタウンのごっつええ感じ」を見てダウンタウンへの憧れが強まり、茨城県出身にもかかわらず結成当初は関西弁でツッコミを入れていた。
ホーム・チーム結成前は別の同期とコンビを組みボケを担当していた。

## 出演
コンビ時代の出演については、こちらを参照。

### バラエティ
- 有田とマツコと男と女 元芸能人50人が業界裏話を大暴露SP（TBS、2012年4月19日）引退後に元芸能人として出演

### インターネット
- 檜山豊の無修正ラジヲ（FM南青山）

### ドラマ
- 人にやさしく（フジテレビ、2002年1月 - 3月）[1]
- 金曜ナイトドラマ「九龍で会いましょう」（テレビ朝日、2002年4月 - 6月）

### 映画
- 雨あがる（2000年）[1]
- 恋人はスナイパー（2004年）
- 日掛け金融地獄伝 こまねずみ常次朗（2006年）

### ラジオ
- THE！カオリン！（エフエム甲府、2025年4月-)